# Antti Hervonen
Antti Lauri Juhani Hervonen född 23 april 1944 i Helsingfors är en finländsk specialist i geriatrik och emeritusprofessor i medicin vid Tammerfors universitet.

## Biografi
Hervonen disputerade 1971 med avhandlingen  Development of catecholamine-storing cells in human fetal paraganglia and adrenal medulla: a histochemical and electron microscopical study. Han blev 1980 professor i gerontologi vid Tammerfors universitet.
Hervonen är författare till flera medicinska läroböcker och verk som behandlar åldrande, till exempel  Vuosisadan vartijat ("Århundradets väktare - åldrandets finska mästare berättar"), där han berättar om finländare som passerat hundra år, samt Kun ei muista, mitä lusikalla tehdään ("När man inte kommer ihåg vad man gör med sked") och Muisti pettää, jättääkö järki? ("Minnet sviker, lämnar förståndet?"), som behandlar minnesstörningar. Han har framhållit betydelsen av genetiska orsaker till utveckling av minnesstörningar.
Hervonens vetenskapliga publicering har (2025) enligt Scopus över 6 500 citeringar och ett h-index på 43.

### Familj
Hervonen är gift sedan 1968 och har tre barn.